# سفره‌ماهی نقاب‌دار
سفره‌ماهی نقاب‌دار (نام علمی: Neotrygon) نام یک سرده از تیره پوماهی است.